# IG Metall Bayern
Der IG Metall Bezirk Bayern hat fast 373.000 Mitglieder (Ende 2020) und ist einer von sieben Bezirken der IG Metall, die mit 2,3 Millionen Mitgliedern die größte Einzelgewerkschaft der Bundesrepublik ist.
Die Leitung des Bezirks Bayern hat ihren Sitz in München und vertritt die in ihr organisierten Arbeitnehmerinnen und Arbeitnehmer der Metall- und Elektroindustrie, des Metallhandwerks, der Textil- und Bekleidungsindustrie, der Schreib- und Zeichenindustrie, des Elektro- und Schreinerhandwerks, der Kontraktlogistik sowie der Holz- und Kunststoffindustrie. In 21 regionalen Geschäftsstellen werden die Mitglieder sowie mehr als 1500 Betriebe mit mehr als 10.500 gewerkschaftlichen Vertrauensleuten und rund 1500 gewählte Betriebsratsgremien sowie 500 Jugend- und Auszubildendenvertretungen betreut.

## Geschäftsstellen
Die 21 örtlichen IG Metall Geschäftsstellen in Bayern
- IG Metall Allgäu
- IG Metall Amberg
- IG Metall Aschaffenburg
- IG Metall Augsburg
- IG Metall Bamberg
- IG Metall Coburg
- IG Metall Erlangen
- IG Metall Ingolstadt
- IG Metall Landshut
- IG Metall München
- IG Metall Neu-Ulm-Günzburg
- IG Metall Nürnberg
- IG Metall Ostoberfranken
- IG Metall Passau
- IG Metall Regensburg
- IG Metall Rosenheim
- IG Metall Schwabach
- IG Metall Schweinfurt
- IG Metall Weilheim
- IG Metall Westmittelfranken
- IG Metall Würzburg

## Geschichte
(Quelle:)

### Nach dem Krieg
Nach Ende des Zweiten Weltkrieges 1945 ging es bei der deutschen Gewerkschaftsarbeit vor allem um den Wiederaufbau einer starken freien Gewerkschaftsorganisation und die Errichtung von Betriebsratsstrukturen in den Betrieben. Daneben war der Einsatz zur Entnazifizierung in den Betrieben und Verwaltungen eine wichtige Grundlage, um eine demokratische Gesellschaft aufzubauen. Die ersten Betriebsräte wurden im Mai 1945 gegründet. Parallel dazu entstanden auch lokale Gewerkschaftszusammenschlüsse, die in Bayern letztendlich beim Verbandstag vom 28.–30. Januar 1947 zur Gründung der IG Metall Bayern führten – zunächst als Teil des Bayerischen Gewerkschaftsbundes.
Durch eine Verordnung der Alliierten galt von 1945 bis 1948 ein Lohnstopp. 1947 wurde die Tarifarbeit nach 14 Jahren wiederaufgenommen. Im Februar 1949 kam es in der Metall- und Elektroindustrie in Bayern zum ersten großen Streik. Die Forderung der IG Metall: Den Ecklohn um 19 Pfennig zu erhöhen. Mit ca. 15.000 Streikenden wurden 9 Pfennig mehr pro Stunde und eine Einmalzahlung in Höhe von 20–24 DM durchgesetzt.

### 1950er
In den 1950er Jahren gestalteten sich die Auseinandersetzungen für die Gewerkschaften mit Regierungen und den Arbeitgeberverbänden immer schwieriger. Der Bayern-Streik von 1954 in der bayerischen Metall- und Elektroindustrie hat zu einem Tiefpunkt der Beziehungen zwischen den Tarifvertragsparteien geführt. Damals ist es nicht gelungen eine Maßregelungsklausel zu vereinbaren, die die Streikenden vor arbeitsrechtlichen Konsequenzen durch den Arbeitgeber geschützt hätten. 847 aktive IG-Metaller, darunter 60 Betriebsräte und mehrere hundert Vertrauensleute wurden fristlos gekündigt.  Daraufhin gab es mehr als 200 Verfahren vor den Arbeitsgerichten. Die IG Metall Bayern verlor mit diesem Streik eine ganze Generation von betrieblichen Funktionären. Durch diese Geschehnisse wurden verschiedene Streikkonzepte und -formen entwickelt, die bis heute, je nach Situation, angewandt werden.

### 1960er
Mitte der 1960er Jahre waren die Zeiten des jährlichen Wirtschaftswachstums im zweistelligen Bereich vorbei. Die Arbeitslosigkeit, die in Bayern in den 1950er Jahren rückläufig war, stieg 1967 wieder auf 2,9 % an. Ende 1966 kam es zur ersten Wirtschaftskrise in der Bundesrepublik. Bayern hat sich in den Jahren des „Wirtschaftswunders“ besonders schnell entwickelt. Grund dafür war die Industrie der Rüstungswirtschaft während der NS-Zeit als Grundlage sowie die zusätzliche Verlagerung einiger Unternehmenszentralen aus den sowjetischen Besatzungszonen bzw. den sogenannten Ostgebieten, um ihre verbleibenden Vermögenswerte und Anlagen in Sicherheit zu bringen. 1967 trat in der bayerischen Metallindustrie endlich die 40-Stunden-Woche in Kraft, ein Jahr später als in einem Stufenplan vereinbart. Die Arbeitgeber hatten die Rezession genutzt, um die Arbeitszeitverkürzung aufzuschieben.

### 1970er
Im Herbst 1969 wurde durch die innergewerkschaftliche Forderung nach einer betriebsnahen Tarifpolitik und der intensiveren Einbeziehung der Mitglieder, die Verantwortung der IG Metall Bezirke für die Tarifpolitik gestärkt. 1970 konnte in Bayern eine Lohnsteigerung von 12,6 % im Volumen durchgesetzt werden. 1972 gelang der IG Metall Bayern als erstem Tarifbezirk der Bundesrepublik die Gleichstellung von Kaufleuten, Technikern und Meistern bei der Eingruppierung. Bislang gab es für diese Angestelltengruppe separate Eingruppierungssysteme.
Durch den verstärkten Ausbau von Automatisierung in den Betrieben wurde die Produktivität in den Betrieben gesteigert. Diese Anwendungen gab den Unternehmen die Möglichkeit Arbeitskräfte einzusparen. Unter diesen Bedingungen kam die Mobilisierung mit hoher Streikhäufigkeit bis 1974 schließlich zum Ende.

### 1980er
1981 wurde in Bayern erstmals das Konzept die „neue Beweglichkeit“, von kurzfristigen Warnstreiks sowie längeren Arbeitsunterbrechungen der Beschäftigten im Betrieb und öffentlichen Demonstrationen während der Arbeitszeit, angewandt. Mit diesem Schritt blieb die IG Metall Bayern gewerkschaftlich handlungsfähig. Zusätzlich zur Tariferhöhung von 4,9 % wurde der sogenannte Bayern-Monat – eine Laufzeitregelung, die um einen Monat über die Tarifverträge der anderen Bezirke hinausging – gekippt. Durch die Angleichung der Laufzeiten konnte der Tarifbezirk künftig auch Pilotbezirk für andere Tarifgebiete bei Tarifverhandlungen werden.

#### Der Kampf um die 35-Stunden-Woche
1982 hat der Vorstand der IG Metall die Verkürzung der Arbeitszeit auf 35-Stunden als tarifpolitischen Beitrag zur Bekämpfung der Arbeitslosigkeit und zur Verbesserung der Arbeitsbedingungen beschlossen. Im September 1983 wurde nach Beschluss der Tarifkommission der bayerischen Metallindustrie der Manteltarifvertrag gekündigt. Die Verhandlungen über den gekündigten Manteltarifvertrag und somit über die 35-Stunden-Woche begannen im Dezember 1983. Nach fünf ergebnislosen Verhandlungen und Warnstreiks in 78 bayerischen Metallbetrieben im März 1984, beteiligten sich am 4. April 1984 ca. 80.000 bayerische "Metaller" am bundesweiten Aktionstag. Mit der Urabstimmung leiteten über 80 % der Mitglieder den unbefristeten Streik ein. In der Schlichtung im Juni 1984 wurde eine Stufenweise Absenkung der Arbeitszeit erstritten.

### 1990er
1993 wurde die wöchentliche Arbeitszeit in der bayerischen Metall- und Elektroindustrie auf 36 Stunden reduziert. Seit Oktober 1995 ist die 35-Stunden-Woche in den alten Bundesländern der Metall- und Elektroindustrie Wirklichkeit. 1998 wurde die Gewerkschaft Textil-Bekleidung in die IG Metall integriert, zwei Jahre später folgte die Gewerkschaft Holz und Kunststoff.

### 2000er
Viele Arbeitgeber haben schon seit dem Bayern-Streik 1995 mit dem Austritt aus dem Arbeitgeberverband und damit aus der Tarifbindung geliebäugelt. Der Arbeitgeberverband VBM ergriff die Initiative und bot eine Arbeitgeberverbandsmitgliedschaft „light“ an. Seit 2000 existiert daher der bayerische Arbeitgeberverband ohne Tarifbindung (BayME). In Zusammenhang mit der Tarifrunde 2002 sind in Bayern insgesamt 44 Betriebe in den neuen Arbeitgeberverband eingetreten. Die Austritte konzentrierten sich auf die Geschäftsstellen Amberg, Regensburg und Passau. Von diesen Betrieben konnte die IG Metall Bayern mehr als 2/3 in die Tarifbindung zurückholen.
Zum 1. November 2005 wurde auch in Bayern der einheitliche Entgeltrahmen-Tarifvertrag (ERA) abgeschlossen. Seitdem gibt es in der bayerischen Metall- und Elektroindustrie ein Eingruppierungssystem bestehend aus 12 Entgeltgruppen. Dabei werden die Beschäftigten nach ihrer konkreten Tätigkeit, der fachlichen Qualifikation und dem Handlungsspielraum eingruppiert. Mit dem ERA-TV wurde ein grundsätzlich neues Entlohnungssystem in der Metall- und Elektroindustrie geschaffen, um das Einkommen von Beschäftigten zu ermitteln und die nicht mehr zeitgemäße unterschiedliche Entlohnung von Arbeitern und Angestellten zu beseitigen.

### 2021
Am 19. April 2021 haben sich die IG Metall Bayern und der Arbeitgeberverband VBM auf einen neuen Tarifvertrag für ihre Mitglieder geeinigt. 124 Tage und 251.899 bayerische Arbeitnehmern in Warnstreiks hat es gebraucht um eine Corona-Beihilfe von 500 € im Juni 2021 und eine jährliche dauerhafte Einmalzahlung, das Transformationsgeld, was auch für eine Arbeitszeitabsenkung in Krisenzeiten genutzt werden kann, durchzusetzen. Für die IG Metall Jugend Bayern wurde die unbefristete Übernahme verteidigt. Zudem wurde ein Meilenstein in der Geschichte der Tarifpolitik erkämpft: Erstmals ist nun in Bayern auch die Übernahme Dual Studierender tariflich geregelt.

## Bezirksleiter
- 1946–1949: Alois Wöhrle
- 1949–1975: Erwin Essl
- 1975–1988: Eduard Schleinkofer
- 1988–2010: Werner Neugebauer
- 2010–2018: Jürgen Wechsler
- 2018–2023: Johann Horn
- ab 1. April 2023: Horst Ott[12]

## IG Metall Jugend Bayern
Für junge Beschäftigte und Auszubildende wurden in den vergangenen Jahren zahlreiche tarifpolitische Verbesserungen der Arbeits- und Ausbildungsbedingungen erkämpft. Seit 2021 ist in Bayern erstmals auch die Übernahme dual Studierender tariflich geregelt. Die IG Metall Jugend Bayern hat mit rund 45.300 Mitgliedern unter 27 Jahren einen erheblichen Einfluss auf die tarif- und gesellschaftspolitischen Ziele des Bezirks. Mit diesem Einfluss und dem gesellschaftlichen Bewusstsein wurden die Ausbildungsvergütungen stetig angehoben, die Übernahme nach der Ausbildung im erlernten Beruf in vielen Branchen der IG Metall durchgesetzt und gesetzliche Mindeststandards wie die Mindestausbildungsvergütung eingeführt. Die Ausrichtung der bayerischen Jugendorganisation wird über 21 Ortsjugendausschüsse in den Geschäftsstellen vor Ort diskutiert und vorangebracht. Forderungen und Beschlüsse werden vom Bezirksjugendausschuss (BJA) gefasst, in den jeweils ein ehrenamtlicher Vertreter und die zuständigen Fachsekretärinnen mit dem Schwerpunkt Jugend entsandt werden.

### Jugendcamp der IG Metall Bayern
Seit den 1980er Jahren fahren junge "Metaller" gemeinsam zum Zelten. Das Motto des ersten Jugendcamps 1981 war „Kollegen packt an“. Neben Spiel und Spaß stehen die politischen Inhalte an erster Stelle. Wenn die IG Metall Jugend Bayern einlädt kommen Azubis, junge Beschäftigte und (dual) Studierende zusammen. Die langjährige Tradition von rund 1.000 Teilnehmenden beim ursprüngliche Camp „Thal“ in Reinwarzhofen bei Thalmässing, wurde 2016 durch den Bezirksjugendausschuss das Aktiven-Camp „Camp de la Revolucion“ abgelöst und findet seitdem in der Jugendsiedlung Hochland e.V. in Königsdorf statt.

### Bezirksjugendsekretäre ab 1980
- Richard Polzmacher 1980–1989
- Michael Knuth 1989–1992
- Horst Lischka 1994–1996
- Bernhard Stiedl 1998–2004
- Eric Leiderer 2006–2008
- Karina Schnur 2010–2012
- Florian Bauer 2012–2015
- Rico Irmischer 2016–2018
- Eva Wohlfahrt seit 2018[14]